# Китаїзація
Китаїза́ція (кит.: 漢化, 中國化; англ. Sinicization) — процес культурної та етнічної асиміляції китайцями (ханьцями) не-китайських народів шляхом поширення китайської мови, культури та ідентичності. Безперервно триває від часу появи китайської цивілізації завдяки політично-економічним, суспільно-культурним та демографічним перевагам китайців над сусідніми народами. Здійснюється шляхом добровільного прийняття або нав'язування китайських звичаїв, писемності, мови; одруження на китайцях; прийнятті китайських прізвищ, задля уникнення дискримінації на території Китаю тощо. Одним з прикладів успішної китаєзації є маньчжури — творці династії Цін, що керувала Китаєм у 1616—1912 роках. Вони швидко китаїзувалися, перейнявши китайський спосіб життя і традиції державного управління. За переписом 2000 року в комуністичному Китаї серед 10,5 млн маньчжурів лише 60 осіб назвали маньчжурську мову рідною.